# 1. FC Recklinghausen
Der 1. FC Recklinghausen (vollständiger Name: 1. Fußballclub Recklinghausen e. V.) war ein Fußballverein aus Recklinghausen. Die erste Mannschaft spielte in der damals drittklassigen Oberliga Westfalen. Der 1. FC Recklinghausen war ein Nachfolgeverein der Gauligisten Viktoria und Union Recklinghausen.

## Geschichte

### Die Stammvereine
Der Gründung des 1. FC Recklinghausen im Jahre 1981 gingen mehrere Vereinsfusionen voraus. Die Wurzeln reichen bin in das Jahr 1905 zurück, als im Süden der Stadt der 1. Recklinghäuser SpVgg Union 05 gegründet wurde. Die Union spielte in den 1930er Jahren zwei Jahre lang in der damals erstklassigen Gauliga Westfalen und traten in den 1950er Jahren vier Jahre lang in der höchsten westfälischen Amateurliga an. Im Jahre 1972 fusionierte die Union mit den Vereinen SU Wacker Recklinghausen und Preußen Hochlarmark, die sechs Jahre lang in der höchsten westfälischen Amateurliga spielten, zu Eintracht Recklinghausen. Die Eintracht wiederum spielte von 1978 bis 1981 in der damals drittklassigen Oberliga Westfalen.
Im Westen der Kernstadt von Recklinghausen wurde 1909 der FC Auguste Viktoria Hüls 1909 gegründet, der sich später zunächst FC Auguste Viktoria 1909 Recklinghausen, dann FC Viktoria Recklinghausen und schließlich SV Viktoria Recklinghausen nannte. Die Viktoria gehörte von 1933 bis 1935 der Gauliga Westfalen an. Im Jahre 1971 fusionierte die Viktoria mit dem Verein SuS 13 Recklinghausen, der 1913 aus der Fusion der Vereine SK Blumenthal und SV Hibernia Recklinghausen im Ostviertel entstanden war, zum SC Recklinghausen. Der SC wurde 1974 Vize-Westfalenmeister hinter dem TuS Neuenrade. 1977 wurde das ursprünglich als Ersatz für die Viktoria-Kampfbahn erbaute Stadion Hohenhorst eröffnet. 1981 fusionierten dann die Eintracht und der SCR zum 1. FC Recklinghausen.
Die Fusion war nicht unumstritten. So hatten die Befürworter der Fusion bei der Eintracht nur eine Stimme Mehrheit. Beim SC wechselte fast die komplette Jugendabteilung zum fußballerisch gerade erst wiedergegründeten PSV Recklinghausen, der auch die Hibernia-Kampfbahn der SuS 13 übernahm. Auch der Verein Preußen Hochlarmark wurde neu gegründet.

### Nach der Fusion
Von Beginn an litt der Fusionsverein unter internen Querelen. Mäzen Hein Kerbaum aus Marl, der zuvor vehement für den Zusammenschluss gekämpft hatte, wurde gegangen und Präsident Heinz Stork zog sich nach dem Konkurs seines Möbelhauses zurück. Sportlich startete der 1. FC in der Verbandsliga und wurde in der Saison 1982/83 Vizemeister mit zwei Punkten Rückstand auf den ASC Schöppingen. Ein Jahr später reichte es erneut nur zur Vizemeisterschaft in der Gruppe 1, dieses Mal mit einem Punkt Rückstand auf den FC Gohfeld. Das sportliche Pech ging weiter. 1984 sicherte sich der VfL Reken die Meisterschaft vor den Recklinghäusern, die nun in zwei Aufstiegsspielen auf die Amateure der SG Wattenscheid 09 trafen. Einer 1:2-Niederlage in Wattenscheid folgte ein 3:0-Sieg auf eigenen Platz. Da der Oberligameister FC Gütersloh jedoch den Aufstieg in die 2. Bundesliga verpasste war der Erfolg jedoch wertlos.
Im Jahre 1985 klappte es mit dem Aufstieg, als der 1. FCR mit einem Punkt Vorsprung auf den SC Verl Meister wurde. Nach einem zehnten Platz in der Aufstiegssaison 1985/86 folgte ein Jahr später der Abstieg als Vorletzter. Zurück in der Verbandsliga blieben die Recklinghäuser vom Pech verfolgt. 1988 reichte es erneut zur Vizemeisterschaft, dieses Mal hinter dem VfB Rheine. In der Relegation gewann der FCR mit 3:1 bei den Amateuren des VfL Bochum und mit 2:1 gegen den VfR Sölde. Da der Oberligameister Preußen Münster den Aufstieg verpasste, war der Recklinghäuser Erfolg in der Relegation wieder wertlos. Ein Jahr später beendete die Mannschaft die Verbandsligasaison punktgleich mit der SpVg Beckum und verlor das Entscheidungsspiel um die Meisterschaft im neutralen Hamm deutlich mit 2:7. In der Relegation scheiterten die Recklinghäuser anschließend an den Bochumer Amateuren.
Erst 1990 gelang die Rückkehr in die Oberliga unter dem damaligen Manager Chittka. Nach einer weiteren Vizemeisterschaft hinter dem VfB Hüls setzte sich der FCR in der Relegation nach einem 1:0 gegen die Wattenscheider Amateure und einem 3:3 bei der Hammer SpVg durch und stieg auf. In der Aufstiegssaison 1990/91 erreichte der Verein mit Platz sechs seinen sportlichen Zenit. Danach verließen alle Spieler, Trainer Berge und Manager Chittka den Verein. So stieg der 1. FC schon in der folgenden Spielzeit mit gerade mal 6:54 Punkten als abgeschlagener Tabellenletzter wieder ab und musste zwei Jahre später den Gang in die Landesliga antreten. Im Frühjahr 1996 ging der Verein nach einer Steuerprüfung in Konkurs und wurde am 23. April 1996 aufgelöst. 200.000 Mark Schulden belasteten den Verein, davon 120.000 Mark Steuerschulden.

## Persönlichkeiten
- Klaus Berge
- Martin Max
- Michael Rzehaczek
- Peter Sandhofe
- Ulrich Schröder
- Stefan Studtrucker
- Hans-Jürgen Wittkamp

## Nachfolgeverein FC 96 Recklinghausen

### Geschichte
Als Nachfolgeverein wurde am 24. April 1996 der FC 96 Recklinghausen gegründet, der das Spielrecht des insolventen Vorgängers übernahm und in der Saison 1996/97 in der Bezirksliga startete. Nach nur drei Spielzeiten stieg die Mannschaft ab und schaffte erst in der Saison 2001/02 mit 30 Siegen in 30 Spielen den Wiederaufstieg in die Bezirksliga. Zwei Jahre später folgte der Aufstieg in die Landesliga und 2007 der in die Verbandsliga, die ein Jahr später in Westfalenliga umbenannt wurde. In der Saison 2009/10 erreichte die Mannschaft den dritten Platz. Während der Saison nahm der Verein ein zinsloses Darlehen in Höhe von 50.000 Euro bei einem Spielerberater auf, das der Verein nicht komplett zurückzahlen konnte.
Als Konsequenz stellte der Verein am 14. Dezember 2011 einen Antrag auf Einleitung eines Insolvenzverfahrens. Das Insolvenzverfahren wurde im März 2012 eröffnet. Parallel zu den finanziellen Schwierigkeiten ging es für den FC 96 Recklinghausen auch sportlich bergab. Drei Abstiege in Folge führten den Verein im Jahre 2013 in die Kreisliga A, ehe es vier Jahre später runter in die Kreisliga B ging. Im Jahre 2018 gelang der direkte Wiederaufstieg in die Kreisliga A. Vier Jahre später wurde der FC 96 Recklinghausen dort Vizemeister hinter Concordia Flaesheim, bevor die Mannschaft in der Saison 2022/23 schließlich den Aufstieg in die Bezirksliga schaffte.
Dort wurden die Recklinghausener 2025 Vizemeister hinter dem BV Herne-Süd. In der Aufstiegsrunde zur Landesliga schied die Mannschaft bereits in der ersten Runde nach einer 3:4-Niederlage gegen den Kirchhörder SC aus.

### Persönlichkeiten
- Peter Anders
- Danny Haß
- Thomas Kruse
- Timo Kunert
- Michael Stuckmann